# Dayton (Nevada)
Dayton è un census-designated place (CDP) degli Stati Uniti, situato nella Contea di Lyon nello stato del Nevada. Nel censimento del 2000 la popolazione era di 5.907 abitanti.

## Storia
Dayton si trova al limite ovest del Twenty Six Mile Desert in un'ansa del fiume Carson. I migranti si fermavano qui per la presenza di acqua, necessaria per seguire il corso verso sud o proseguire verso ovest, dando al luogo il suo primo nome: Ponderers Rest. Nel 1849 Abner Blackburn, fermatosi lungo il viaggio per la California, trovò una pepita d'oro nel Gold Creek uno dei tributari del fiume Carson. Nel 1850 si erano già stabiliti diversi minatori che lavoravano sui sedimenti depositatisi nei millenni all'imbocco del Gold Canyon. La massiccia presenza di cinesi fece prendere al luogo il nome di "Chinatown", finché nel 1861 si adottò il nome ufficiale di Dayton in onore di John Day, l'agrimensore locale.
Per tutti gli anni cinquanta del XIX secolo la città fece da centro commerciale per i minatori. Nel 1859 venne scoperto poco lontano un grande giacimento d'argento che portò alla costruzione di nuove città, tuttavia la presenza preziosa dell'acqua non fece mai decrescere l'importanza di Dayton. Nel 1861 Dayton divenne sede governativa per la Contea di Lyon e il suo palazzo di giustizia, costruito nel 1864, fu uno dei primi dello stato. Nel 1869 l'apertura di un nuovo tratto ferroviario spostò più a monte la lavorazione dei metalli, ma la presenza di palazzi governativi le fece mantenere la propria importanza. La popolazione crebbe lentamente fino a superare le cento unità, ed ebbe il suo picco con circa 600 residenti nel 1910. Un incendio, l'anno prima, aveva distrutto il palazzo di giustizia. Gli anni dieci del XX secolo portarono a un calo della popolazione di Dayton, ma il decennio successivo, con la costruzione della Lincoln Highway portò qualche turista e nuova vita alla città, che comunque restava il ricordo vivente di quando l'oro e l'argento attiravano l'attenzione nazionale. Nel 1961 Dayton fu il set de Gli spostati, ultimo film di Clark Gable e Marilyn Monroe. Negli anni novanta la città ebbe una crescita di popolazione dovuta al sorgere di quartieri residenziali sulla riva est del fiume.
Dayton si disputa insieme alla città di Genoa il titolo di più antico insediamento del Nevada.

## Geografia fisica
Secondo i rilevamenti dell'United States Census Bureau, la località di Dayton si estende su una superficie di 82,2 km², dei quali 82,1 km² occupati da terre, e 0,1 km² dalle acque.

## Popolazione
Secondo il censimento del 2000, a Dayton vivevano 5.907 persone, ed erano presenti 1.674 gruppi familiari. La densità di popolazione era di 72 ab./km². Nel territorio comunale si trovavano 2.322 unità edificate. Per quanto riguarda la composizione etnica degli abitanti, il 91,42% era bianco, lo 0,36% era afroamericano, l'1,03% era nativo, l'1,03% era asiatico e lo 0,15% proveniva dall'Oceano Pacifico. Il 3,84% della popolazione apparteneva ad altre razze e il 2,17% a più di una. La popolazione di ogni razza ispanica corrispondeva all'8,80% degli abitanti.
Per quanto riguarda la suddivisione della popolazione in fasce d'età, il 28,1% era al di sotto dei 18, il 6,1% fra i 18 e i 24, il 29,0% fra i 25 e i 44, il 25,0% fra i 45 e i 64, mentre infine l'11,9% era al di sopra dei 65 anni di età. L'età media della popolazione era di 37 anni. Per ogni 100 donne residenti vivevano 102,6 maschi.